# Universidade federal (Brasil)

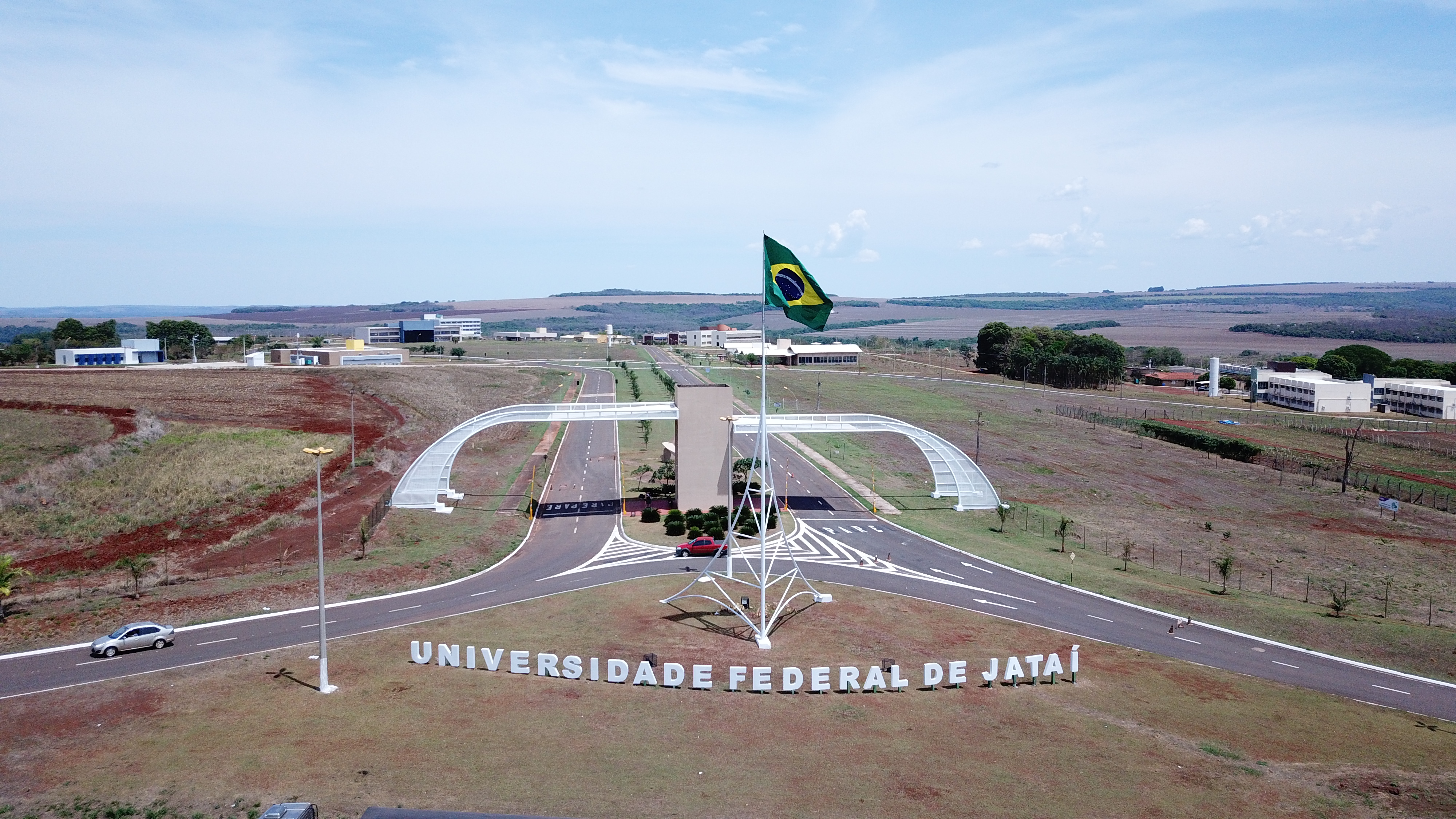
Vista aérea da entrada do campus da Universidade Federal de Jataí, em Jataí (Goiás)

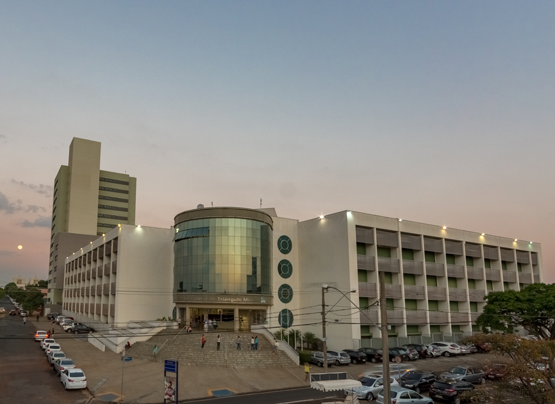
Edificação da Universidade Federal do Triângulo Mineiro, em Uberaba-MG

No Brasil, uma universidade federal corresponde a uma universidade pública mantida pela União que possui como objetivo ofertar ensino superior público e gratuito à população, além de realizar também pesquisas e projetos de extensão. É o tipo mais comum de universidade pública brasileira, apresentando-se nacionalmente com pelo menos uma universidade federal em cada estado federado e no Distrito Federal. O ENEM tem sido a principal forma de ingresso em muitas instituições, enquanto algumas optam por realizar processos seletivos incluindo o resultado do ENEM e o resultado da prova do vestibular e outras selecionam somente pelo próprio exame vestibular.
Muitas instituições destacam-se nacionalmente pela qualidade da produção do ensino, da pesquisa e da extensão, a exemplo das Universidades Federais de Minas Gerais (UFMG), do Rio de Janeiro (UFRJ) e do Rio Grande do Sul (UFRGS), que ficaram, respectivamente, em segunda, terceira e quarta posições no Ranking Universitário Folha de 2014, elaborado e promovido pelo site do jornal paulistano Folha de S.Paulo, estando estas três instituições também presentes entre as quatro melhores nos dois anos anteriores de elaboração do ranking. Entre 2012 e 2014, a Universidade de Brasília (UnB), a Universidade Federal de Pernambuco (UFPE), a Universidade Federal de Santa Catarina (UFSC), a Universidade Federal de São Carlos (UFSCar) e a Universidade Federal do Paraná (UFPR) também figuraram no Ranking Universitário Folha entre as dez melhores universidades do país..
Desde o ano de 2012, as universidades federais do Brasil são obrigadas, segundo disposto na Lei nº 12.711, a destinar um percentual de suas vagas às políticas de cotas raciais e sociais, embora ainda antes da elaboração e da sanção da lei algumas instituições já tivessem incluído em suas seleções políticas semelhantes, como exemplo a Universidade de Brasília (UnB), instituição que foi a primeira universidade federal a adotar o sistema de cotas e a primeira universidade brasileira a reservar vagas destinadas exclusivamente aos negros, ainda no ano de 2004.